# Peoria (Oregon)
Peoria az Amerikai Egyesült Államok északnyugati részén, Oregon állam Linn megyéjében, a Willamette folyó keleti partján, Eugene és Corvallis között, az Oregon Route 16-tól 16 km-re délre elhelyezkedő statisztikai település. A 2010. évi népszámláláskor 94 lakosa volt. Területe 1,21 km², melynek 100%-a szárazföld.

## Történet
A nevét az illinois-i Peoria után kapó helyiség alapítója az 1851-ben ideérkező H. A. McCartney. 1875-ben a településnek négy silója és egy hatvan diákot számláló iskolája is volt; amikor megéplt az Oregon and California Railroad Peoriától északra, Halsey-n és Shedden át haladó vonala, a helyi kereskedelem jelentéktelenné zsugorodott.
A közösségben 1855-ben nyílt meg Burlington postahivatala, amely 1857-től Peoria néven működött, majd 1900-ban megszűnt. A huszadik század első évtizedeiben kompjárat üzemelt.

## Népesség
A 2010-es népszámláláskor  94 lakója, 40 háztartása és 26 családja volt. A népsűrűség 77,7 fő/km2. A lakóegységek száma 48, sűrűségük 39,7 db/km2. A lakosok 93,6%-a fehér,  5,3%-a indián,   1,1%-a egyéb, . A spanyol vagy latino származásúak aránya 1,1% (1,1% mexikói,   )
A háztartások 22,5%-ában élt 18 évnél fiatalabb. 60% házas, 2,5% egyedülálló nő, 2,5% egyedülálló férfi, 35% pedig nem család. 22,5% egyedül élt; 7,5%-uk 65 éves vagy idősebb. Egy háztartásban átlagosan 2,35 személy élt; a családok átlagmérete 2,77 fő.
A medián életkor 46,5 év volt. Lakóinak 22,3%-a 18 évesnél fiatalabb, 3,2% 18 és 24 év közötti, 23,4%-uk 25 és 44 év közötti, 44,7%-uk 45 és 64 év közötti, 7,4%-uk pedig 65 éves vagy idősebb. A lakosok 50%-a férfi, 50%-a pedig nő.

## Fordítás
Ez a szócikk részben vagy egészben  a   Peoria, Oregon című angol Wikipédia-szócikk ezen változatának fordításán alapul.  Az eredeti cikk szerkesztőit annak laptörténete sorolja fel. Ez a jelzés csupán a megfogalmazás eredetét és a szerzői jogokat jelzi, nem szolgál a cikkben szereplő információk forrásmegjelöléseként.